# Taqueuse
 (décembre 2022).
Si vous disposez d'ouvrages ou d'articles de référence ou si vous connaissez des sites web de qualité traitant du thème abordé ici, merci de compléter l'article en donnant les références utiles à sa vérifiabilité et en les liant à la section « Notes et références ».
 (décembre 2022).
En règle générale, une taqueuse est un dispositif / appareil servant à rectifier les bords de piles de papier par vibration.
Dans le secteur du façonnage du papier, un tel appareil est utilisé pour aligner les bords des rames à couper avant la coupe. Ceci s'effectue à l'aide d'une table avec deux butées latérales et une butée à l'arrière. Cette table est équipée d'un moteur de vibration. Pour aligner les bords de la rame, la table de la taqueuse s'incline vers la gauche ou vers la droite tout en vibrant durant ce processus.
Parfois, cette machine est également équipée d'un rouleau compacteur qui élimine l'air entre les feuilles, ce qui améliore encore leur alignement.